# Côtes-catalanes
Le côtes-catalanes est un vin d'indication géographique protégée (le nouveau nom des vins de pays) départementale qui a vocation à labelliser, après dégustation, les vins ne pouvant postuler à une appellation d'origine.
Avant 2009, il avait pour nom le « vin de pays des côtes catalanes », qui avait regroupé depuis le 1er septembre 2003 les anciens « vin de pays catalan », « vin de pays des coteaux de Fenouillèdes » et « vin de pays des vals d'Agly ».

## Histoire
Ce vin de pays est produit en dehors des zones classées en AOC et il comporte des cépages exclus par le cahier des charges de ces mêmes appellations. Ce label a remplacé depuis le 1er septembre 2003 les anciens vin de pays catalan, vin de pays des coteaux de Fenouillèdes et vin de pays des vals d’Agly.
Au niveau européen, le label indication géographique protégée (IGP) remplace celui de vin de pays depuis 2009,.
Cette IGP est une indication géographique protégée départementale.

## Situation géographique

### Orographie
Le vignoble couvre un large éventail de terroir avec des collines de garrigue. La plupart des vignes se situent sur les pentes orientées à l'est. C’est sur ces coteaux aux pentes parfois prononcées, de vallées et terrasses d’épandage, que s’étend en quasi monoculture le vignoble catalan. Là, sur ces contreforts orientaux de la chaîne des Pyrénées, les vignes de l'IGP, partagent ce terroir viticole avec côtes-du-Roussillon, collioure, banyuls, etc..

### Géologie
Si les sols sont composés majoritairement de schistes et de marnes, toutes les ères géologiques sont représentées. Elles forment des sols variés qui sont issus de formations sur roche mère, de transport ou de dépôts lacustres et marins. Les sols favorables à la culture de la vigne ont pour caractéristiques communes d'être peu épais, très secs, pauvres en matières organiques et toujours très caillouteux et bien drainés.

### Climat
Ce terroir bénéficie d'un climat méditerranéen, chaud et sec avec de faibles précipitations. Il est toutefois ouvert aux influences marines. Les brises aident à rafraîchir les vignes pendant les journées estivales, et des vents descendus des cimes enneigées des Pyrénées régulent les températures nocturnes, assurant aux raisins une bonne acidité gage du potentiel aromatique.
Mais, le climat du Roussillon est aussi et surtout caractérisé par la fréquence (1 jour sur 3) et la violence de la tramontane, vent de nord-ouest très froid l’hiver après son passage sur les sommets enneigés des Pyrénées.

## Vignoble
Les vignes de ce vin de pays s'étendent du Barcarès à Cerbère sur le littoral du Roussillon, incluant les villages du nord de la côte du département. Pour avoir droit au label, « les vins doivent être issus de vendanges récoltées sur le département des Pyrénées-Orientales, à l’exception des quatre communes de Collioure, Port-Vendres, Banyuls-sur-Mer et Cerbère constituant la zone de production du vin de pays de la côte-vermeille. ». 

### Présentation

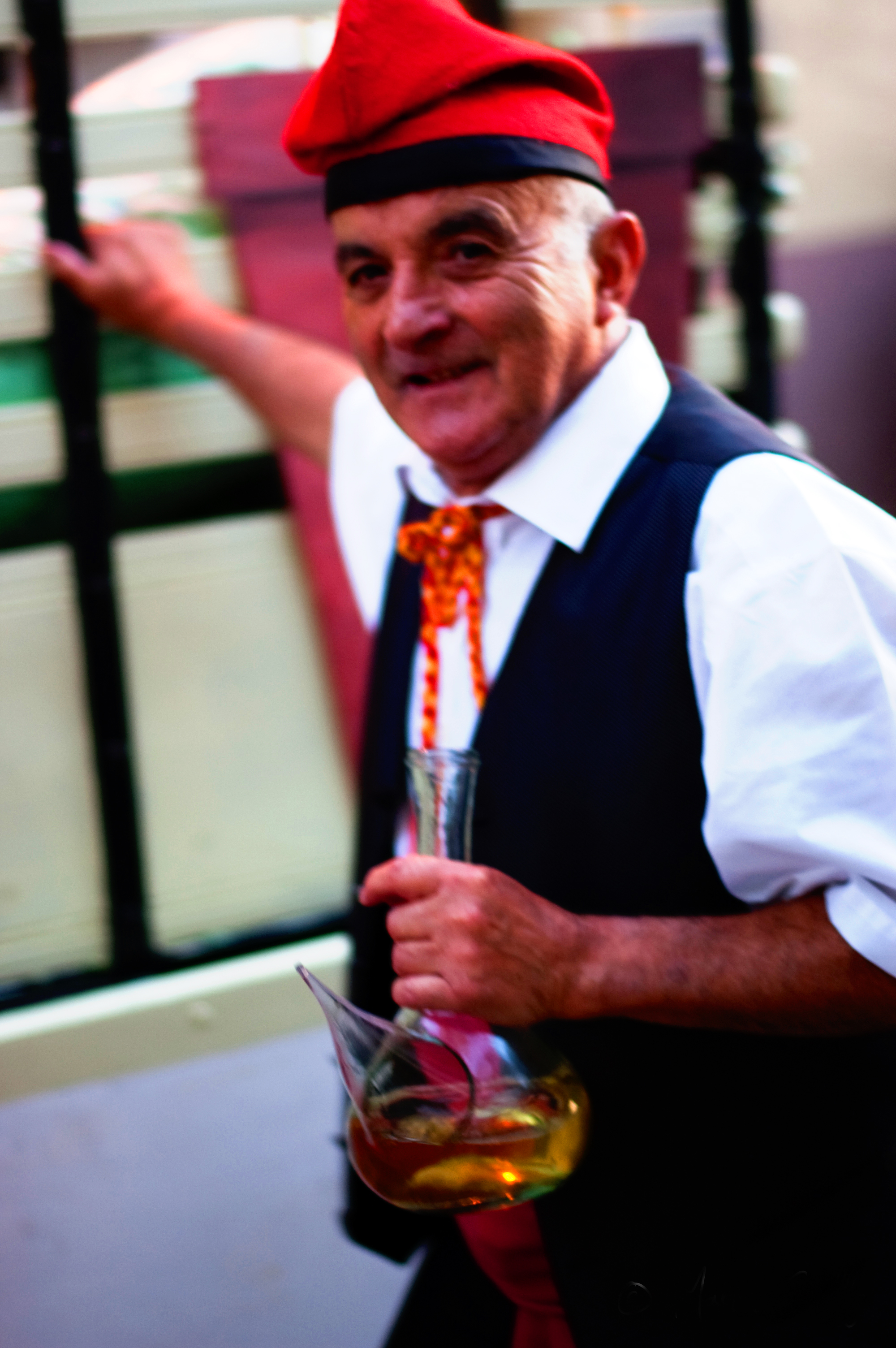
Catalan et son porró à Rivesaltes lors de la fête du Babau en 2009.

Les communes suivantes peuvent postuler au label : 
Alénya, Amélie-les-Bains-Palalda, Angoustrine-Villeneuve-des-Escaldes, Ansignan, Arboussols, Argelès-sur-Mer, Arles-sur-Tech, Ayguatébia-Talau, Bages, Baho, Baillestavy, Baixas, Banyuls-dels-Aspres, Bélesta, Bolquère, Bompas, Boule-d'Amont, Bouleternère, Bourg-Madame, Brouilla, Cabestany, Caixas, Calce, Calmeilles, Camélas, Campôme, Campoussy, Canaveilles, Canet-en-Roussillon, Canohès, Caramany, Casefabre, Cases-de-Pène, Cassagnes, Casteil, Castelnou, Catllar, Caudiès-de-Conflent, Caudiès-de-Fenouillèdes, Céret, Claira, Clara-Villerach, Codalet, Conat, Corbère, Corbère-les-Cabanes, Corneilla-de-Conflent, Corneilla-del-Vercol, Corneilla-la-Rivière, Corsavy, Coustouges, Dorres, Égat, Elne, Enveitg, Err, Escaro, Espira-de-Conflent, Espira-de-l'Agly, Estagel, Estavar, Estoher, Eus, Eyne, Felluns, Fenouillet, Fillols, Finestret, Font-Romeu-Odeillo-Via, Fontpédrouse, Fontrabiouse, Formiguères, Fosse, Fourques, Fuilla, Glorianes, Ille-sur-Têt, Joch, Jujols, L'Albère, La Bastide, La Cabanasse, La Llagonne, Lamanère, Lansac, Laroque-des-Albères, Latour-Bas-Elne, Latour-de-Carol, Latour-de-France, Le Barcarès, Le Boulou, Le Perthus, Le Soler, Le Tech, Le Vivier, Les Angles, Les Cluses, Lesquerde, Llauro, Llo, Llupia, Los Masos, Mantet, Marquixanes, Matemale, Maureillas-las-Illas, Maury, Millas, Molitg-les-Bains, Mont-Louis, Montalba-le-Château, Montauriol, Montbolo, Montescot, Montesquieu-des-Albères, Montferrer, Montner, Mosset, Nahuja, Néfiach, Nohèdes, Nyer, Olette, Oms, Opoul-Périllos, Oreilla, Ortaffa, Osséja, Palau-de-Cerdagne, Palau-del-Vidre, Passa, Perpignan, Peyrestortes, Pézilla-de-Conflent, Pézilla-la-Rivière, Pia, Planès, Planèzes, Pollestres, Ponteilla, Porta, Porté-Puymorens, Prades, Prats-de-Mollo-la-Preste, Prats-de-Sournia, Prugnanes, Prunet-et-Belpuig, Puyvalador, Py, Rabouillet, Railleu, Rasiguères, Réal, Reynès, Ria-Sirach, Rigarda, Rivesaltes, Rodès, Sahorre, Saillagouse, Saint-André, Saint-Arnac, Saint-Cyprien, Saint-Estève, Saint-Féliu-d'Amont, Saint-Féliu-d'Avall, Saint-Génis-des-Fontaines, Saint-Hippolyte, Saint-Jean-Lasseille, Saint-Jean-Pla-de-Corts, Saint-Laurent-de-Cerdans, Saint-Laurent-de-la-Salanque, Saint-Marsal, Saint-Martin-de-Fenouillet, Saint-Michel-de-Llotes, Saint-Nazaire, Saint-Paul-de-Fenouillet, Saint-Pierre-dels-Forcats, Sainte-Colombe-de-la-Commanderie, Sainte-Léocadie, Sainte-Marie-la-Mer, Saleilles, Salses-le-Château, Sansa, Sauto, Serdinya, Serralongue, Sorède, Souanyas, Sournia, Taillet, Tarerach, Targasonne, Taulis, Taurinya, Tautavel, Terrats, Théza, Thuès-Entre-Valls, Thuir, Tordères, Torreilles, Toulouges, Tresserre, Trévillach, Trilla, Trouillas, Ur, Urbanya, Valcebollère, Valmanya, Vernet-les-Bains, Villefranche-de-Conflent, Villelongue-de-la-Salanque, Villelongue-dels-Monts, Villemolaque, Villeneuve-de-la-Raho, Villeneuve-la-Rivière, Vinça, Vingrau, Vira, Vivès.

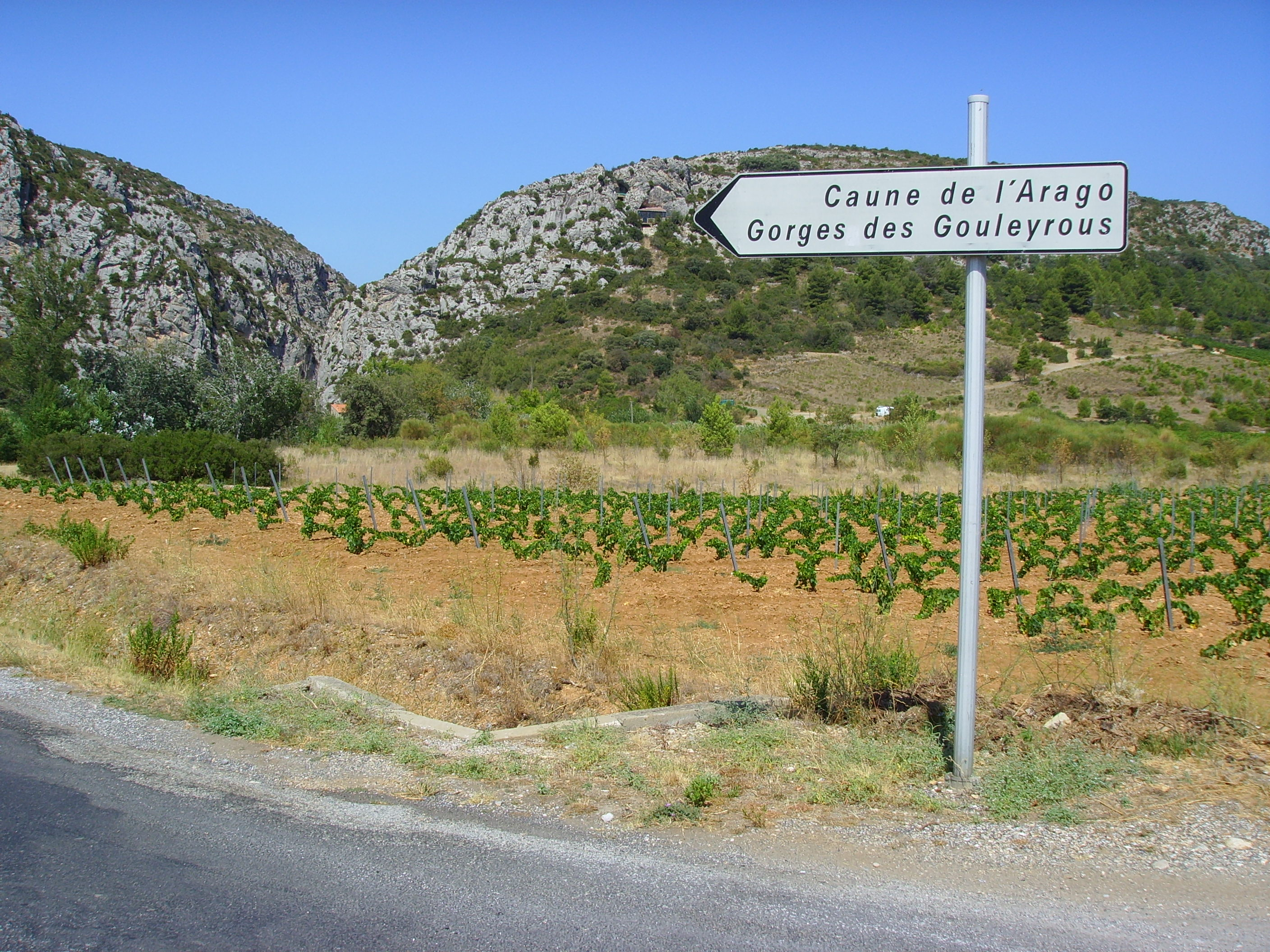
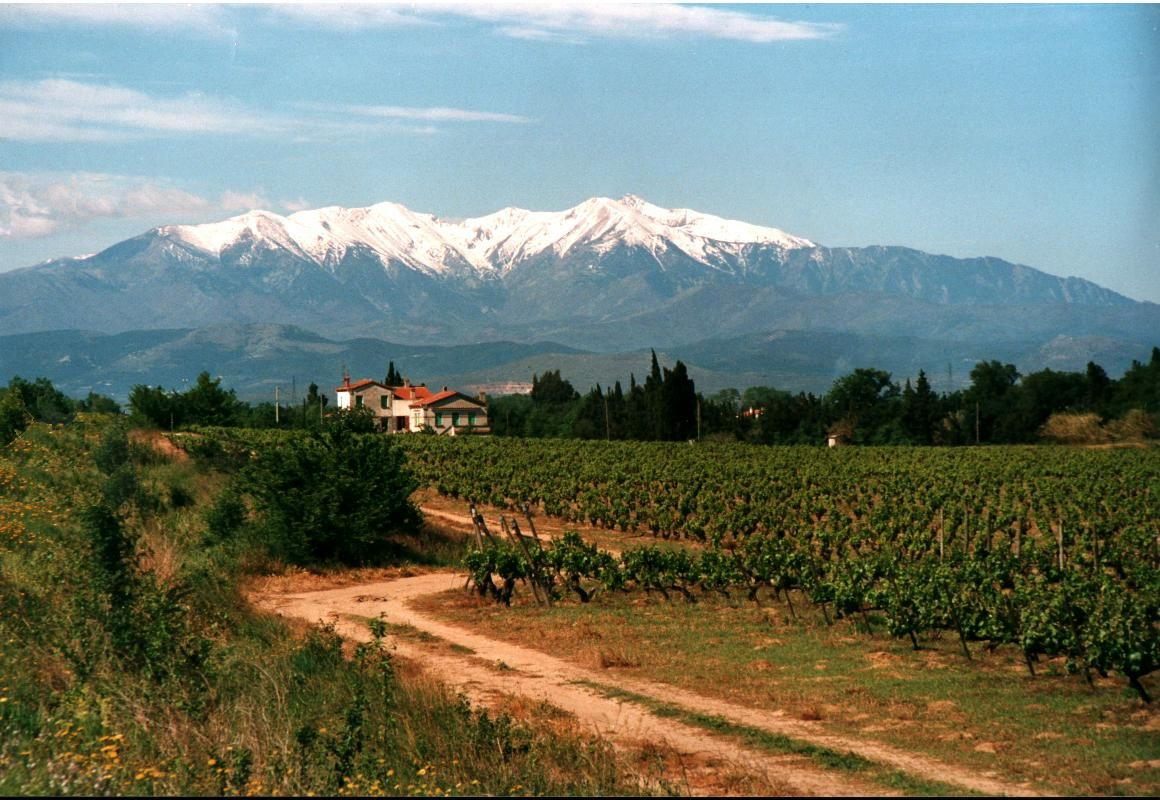

Différents paysages viticoles de l'IGP côtes-catalanes
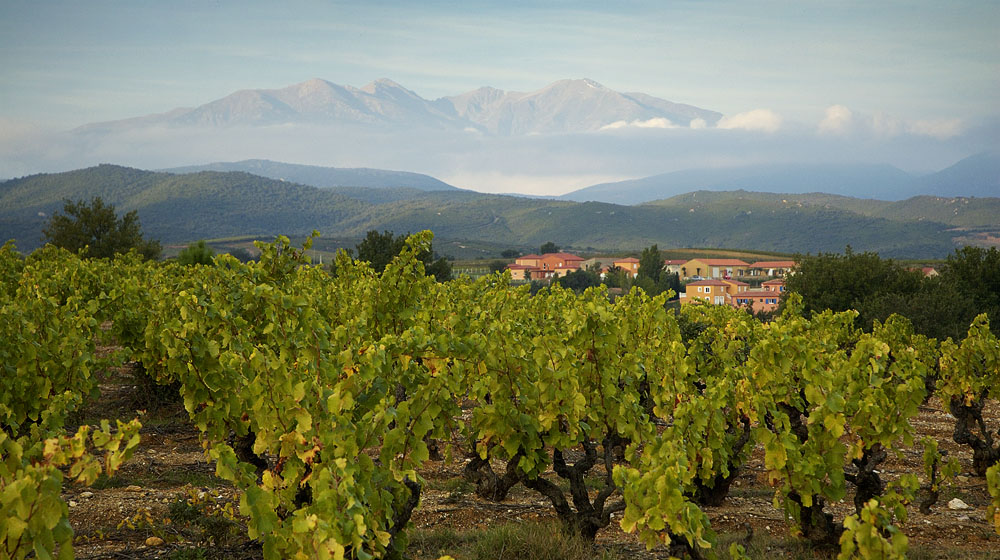
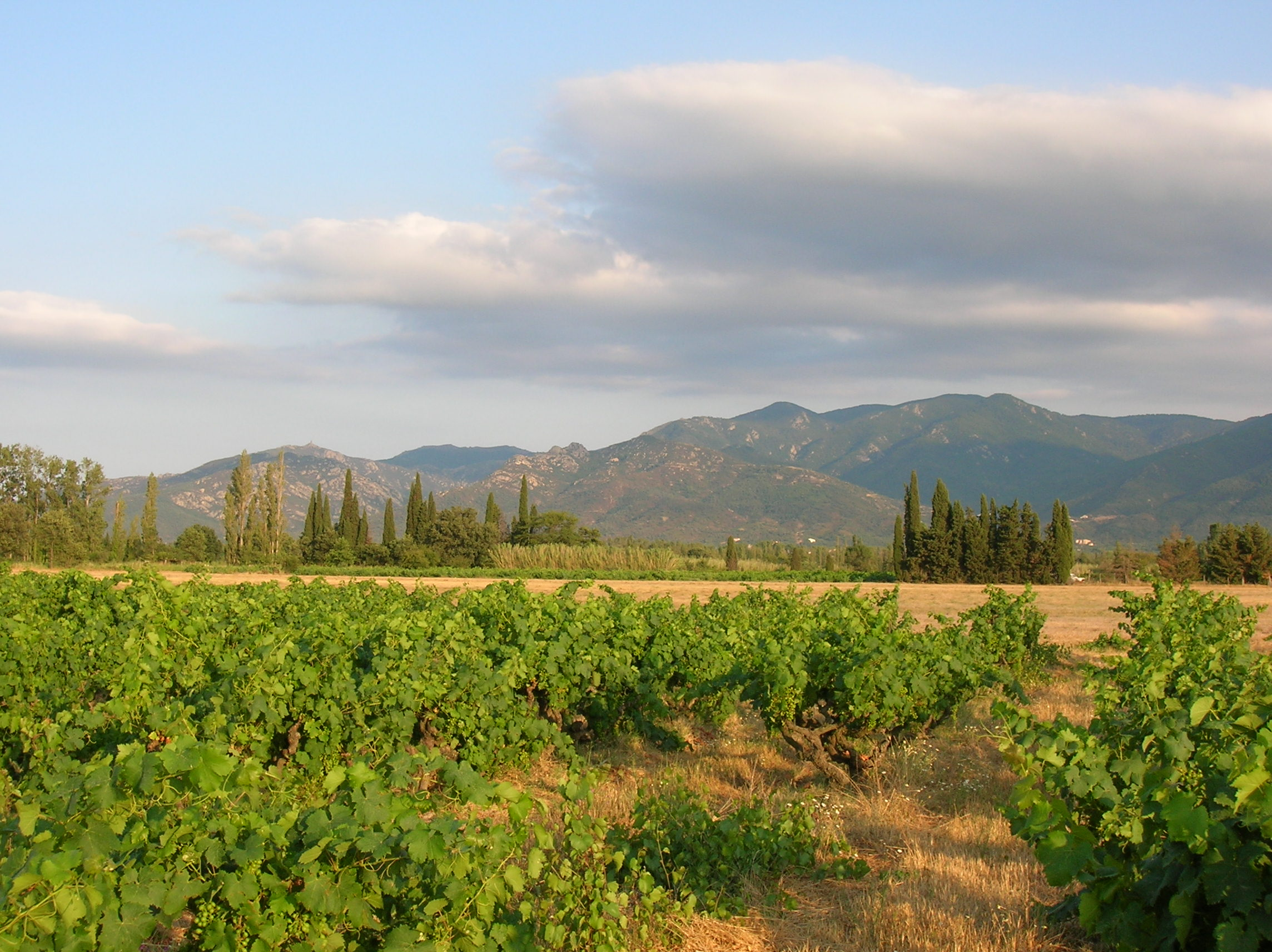

### Encépagement
Les cépages classiques de la Méditerranée se mêlent aux variétés internationales comme merlot et cabernet-sauvignon. Leurs vignes sont plantés dans les zones de basse altitude. On trouve : grenache N, mourvèdre N, merlot N, cabernet sauvignon N, syrah N, cinsault N, chardonnay B, sauvignon B, viognier B, vermentino B,. Des grenaches et merlots centenaires donnent à ce vin de pays un goût rond et souple. 

### Méthodes culturales et réglementaires

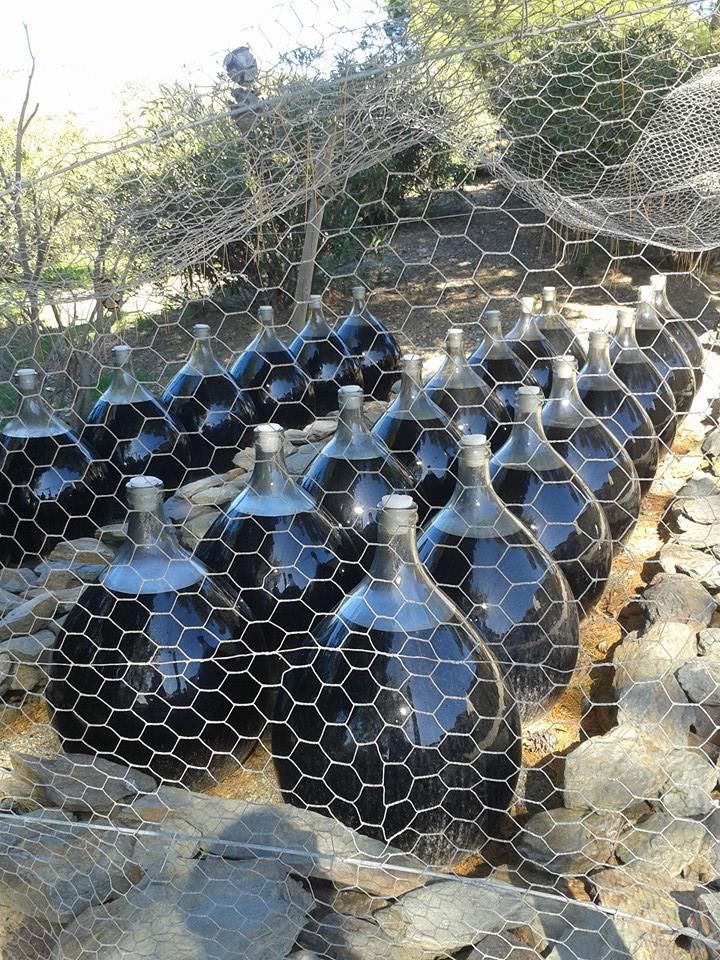
Préparation du vin rancio en bonbonnes de verre

L'IGP produit des vins rouges et des rosés et la dénomination peut éventuellement être complétée par le nom d'un cépage, si les vins proviennent de superficies exclusivement plantées de ce cépage. 
Ce vin peut donc être élaboré en monocépage, en bicépage ou par assemblage avec un rendement maximum à l’hectare de 90 hectolitres.
L’indication géographique protégée peut être complétée par les mentions « primeur », « nouveau » ou « rancio ». Les deux premières mentions sont réservées aux vins tranquilles rouges, rosés et blancs. La vinification en cuve ouverte (méthode oxydative) très répandue dans cette région géographique permet de conserver le fruité, ainsi qu'une structure tannique très agréable. 
La mention « rancio » est réservée à tous les vins tranquilles, qui en fonction des conditions d'élevage ont acquis le « goût de rancio ». Le rancio bénéficie de rendements très faibles, la vendange est manuelle afin d’isoler les grains surmûris. Après une vinification oxydative en cuve sans ouillage, le vin est isolé six mois en dame-jeanne (les bonbonnes de verre typique de la région catalane). 
La production totale est d’environ 150 000 hectolitres déclinée en vins rouges (55%), roses (30%), blancs (15%).

### Terroir et vins

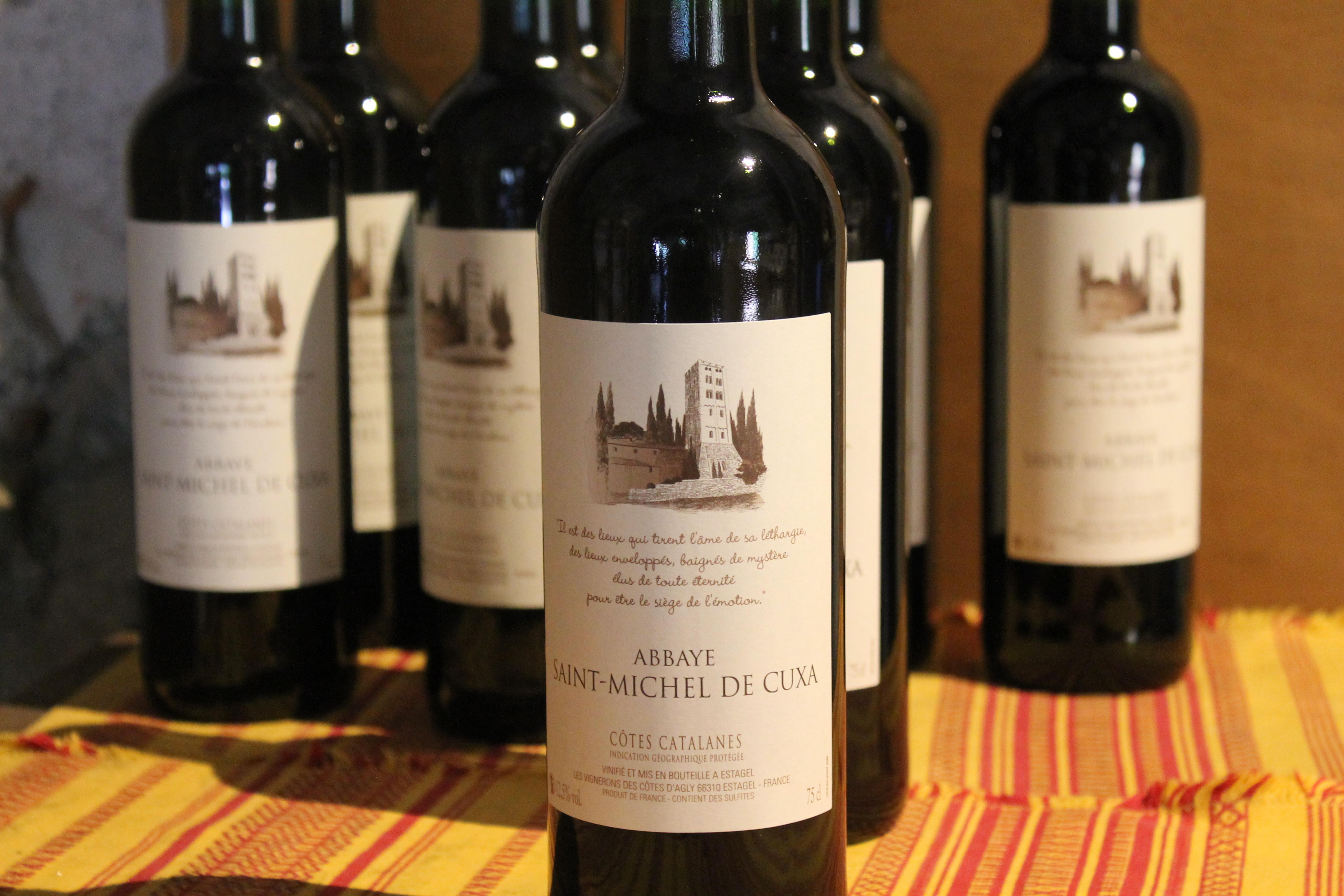
IGP côtes-catalanes de l'abbaye Saint-Michel-de-Cuxa

Plus sablonneux que le sud du littoral, le sol révèle des cépages rappelant la garrigue, les fruits et les épices.
En rouge, ce vin présente une robe pourpre avec des reflets violets. Le nez dégage des arômes primaires de fruits rouges comme la groseille et la framboise qui, à l'agitation, laissent la place à des notes d’épices, de réglisse ou florales comme le bourgeon de cassis. En bouche c’est un vin puissant, robuste et fort, « la matière est dense, profonde avec des tannins fermes et fins à la fois, les fruits rouges ressortent en finale avec une tonalité très mûrs. Ce type de vin mérite d’être attendu en cave pendant 5 ans. ».  
Le blanc s'habille d'une robe jaune pâle. Son nez est friand. « Des notes fraîches et fines d’agrumes comme le pamplemousse et l’orange, de jolies petites touches de garrigue et d’écorce de pin enchantent ce nez très bien fait. La bouche est généreuse, dense, l’équilibre et parfaitement réalisé, le bouquet du nez termine très bien cette dégustation. ».  
Le vin rosé, est simple, tout sur le fruit et rafraîchissant. Il est caractérisé par une bouche toute en rondeur et en amplitude, marquée par un fruité intense et gourmand.

### Principaux producteurs
Les principaux producteurs sont : 
- Domaine de l'Architecte - Thuir
- Domaine Lafage - Perpignan
- Domaine Cazes - Rivesaltes
- Domaine Gauby - Calce
- Préceptorie de Centernach - Saint-Arnac
- Domaine Boudau - Rivesaltes
- Arnaud de Villeneuve - Rivesaltes
- Château de L'Ou - Montescot
- Mas Chichet - Alénya
- Mas Karolina - Saint-Paul-de-Fenouillet
- La Coume du Roy - Maury
- Château de Caladroy  - Belesta
- Les Maîtres Vignerons de Tautavel - Tautavel
- Domaine Fontanel - Tautavel
- Domaine Clos des Fées - Vingtau
- Cave des Vignerons de Baixas - Baixas
- Château de Jau  - Cases de Pène
- Vignerons des Côtes d'Agly - Estagel
- Domaine Piquemal - Espira-de-l'Agly
- Domaine de Rombeau - Rivesaltes
- Domaine Mas Cremat - Espira-de-l'Agly
- Les Vignerons de Trémoine  - Rasiguères
- Mas Lavail - Maury
- Bertrand-Bergé - Paziols
- Cellier des Templiers - Banyuls-sur-Mer
- Domaine des Schistes - Estagel
- Mas Mudigliza - Saint-Paul-de-Fenouillet
- Domaine Sarda-Malet - Perpignan
- Vignerons Catalans - Perpignan
- Les Vignerons de Maury - Maury
- Domaine Gardiés - Espira-de-l'Agly
- Domaine Sol Payré - Elne
- Le Roc des Anges - Montner
- Vignerons de Caramany - Caramany
- Domaine de La Rectorie - Banyuls-sur-Mer
- Domaine Laguerre - Saint-Martin-de-Fenouillet
- Mas Amiel - Maury
- Jeff Carrel - Narbonne
- Mas Sauvy - Villeneuve de la Raho

### Type de vins et gastronomie

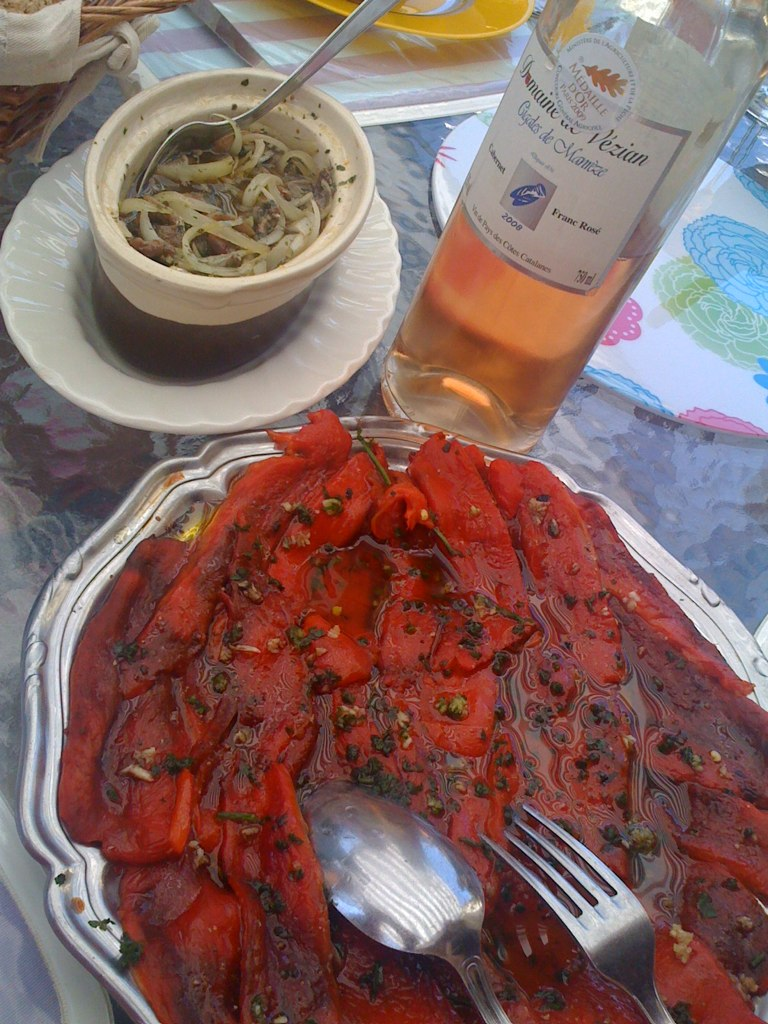
Côtes-catalanes avec poivrons grillés et anchois de Collioure

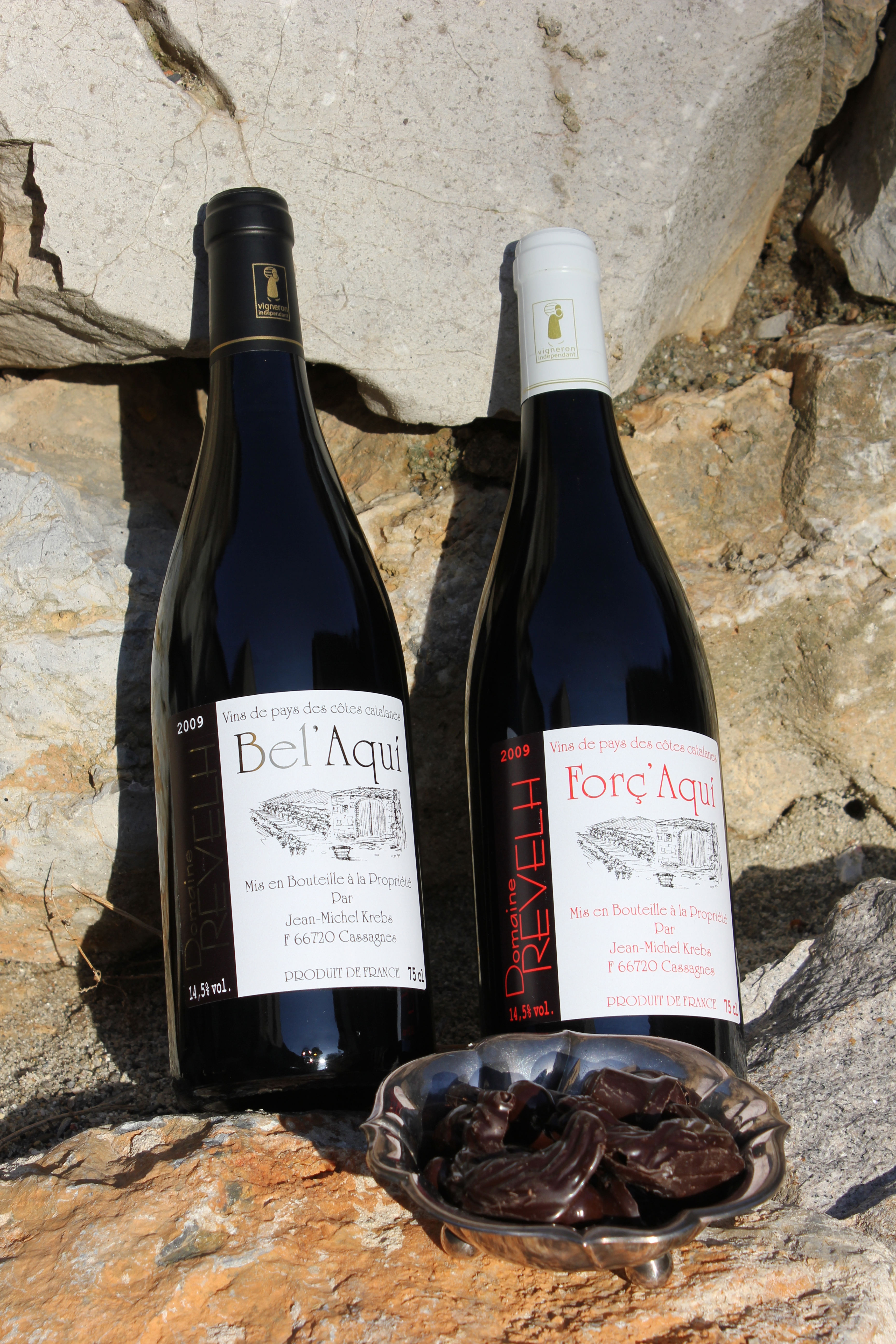
Chocolat et côtes-catalanes rancio

Légers et très fruités, les vins de pays des Côtes Catalanes offrent des arômes à la fois doux et longs en bouche.
Le rouge est excellent sur des viandes grillées, dont l’agneau des Pyrénées. Il se déguste à une température de 16 °C. 
Le blanc, quand il est fait avec du muscat assemblé à du grenache blanc, est un vin fort agréable. De toute façon, tous les blancs accompagnent parfaitement les fruits de mer et les poissons. Ils sont à boire dans leur jeunesse afin de profiter de leur côté fruité. Ces vins sont à déguster frais à 8 °C. 
Tout comme le rosé qui est un vin idéal pour les apéritifs, les grillades et les soirées entre amis.